# Heribert Tenschert
Heribert Tenschert (né en 1947) est un marchand d'art, bibliophile et libraire allemand. Il a édité de nombreux ouvrages sur l'histoire de l'enluminure.

## Biographie
Né en 1947 en Bavière, il suit des études à l'université de Fribourg-en-Brisgau en germanistique, romanistique et latin.
Il commence sa carrière de libraire en 1977 à Rotthalmünster, où il fonde la librairie Antiquariat Heribert Tenschert. Il se spécialise dans l'achat et la vente de manuscrits enluminés du Moyen Âge et de la Renaissance ainsi que dans les manuscrits littéraires modernes et contemporains.
Il acquiert en 1988 au cours d'une vente publique le manuscrit original du Procès de Kafka pour 1 million de livres sterling puis le cède pour le même prix aux Archives littéraires allemandes de Marbach, avant qu'il ne soit finalement restitué à la Bibliothèque nationale d'Israël.
En 1993, il installe sa librairie en Suisse, à Bibermühle (de), sur les bords du Rhin, dans la commune de Ramsen (Schaffhouse).
Il est fait docteur honoris causa de l'université de Fribourg-en-Brisgau en 2010.

## Publications (sélection)
- Leuchtendes Mittelalter, Antiquariat Bibermühle, Rotthalmünster-Ramsen, 1989-2009, 12 tomes
- Jean Colombe, G. Piqueau, Louis Fouquet? Zwei unbekannte bedeutende Stundenbücher aus dem Fouquet-Kreis um 1475 Illuminationen. Studien und Monographien XX, 2014
- Eberhard König, Das Stundenbuch der Claude de France Illuminationen, Studien und Monographien XVIII, 2012, 270 p.

## Distinctions
- Chevalier des arts et des lettres de la République Française (2002)[1]